# Trithemis apicalis
Trithemis apicalis – gatunek ważki z rodziny ważkowatych (Libellulidae). Występuje w Demokratycznej Republice Konga, Gabonie i Angoli; stwierdzenie z Kamerunu wymaga potwierdzenia; być może występuje także w Nigerii.